# Bogutovačka Banja

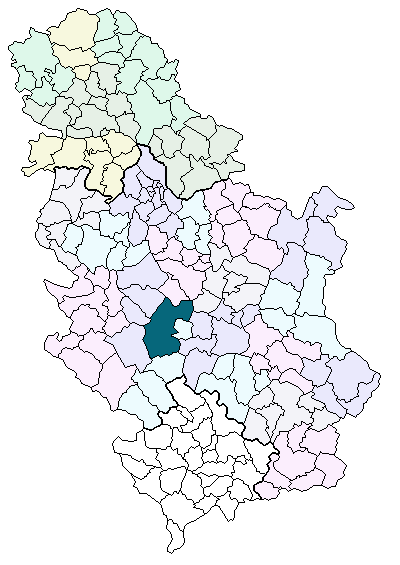
Situation de la municipalité de Kraljevo en Serbie

Bogutovačka Banja, en serbe cyrillique Богутовачка Бања, est une localité de Serbie située dans la municipalité de Kraljevo, district de Raška.
Bogutovačka Banja est une station thermale située près du mont Troglav à 520 m au-dessus du niveau de la mer. Elle se trouve dans la "Vallée des Bains" (Dolina banja/Долина бања) traversée par l'Ibar, où se trouvent également les stations thermales de Jošanička Banja et de Mataruška Banja.
La station est un centre d'excusion pour les amateurs de la nature (montagne, rivière) et pour les amateurs d'histoire : à proximité se trouve une autre vallée de l'Ibar, la "Vallée de l'histoire" (Dolina istorije), qui abrite les ruines de la ville médiévale de Maglič, les monastères de Studenica, de Žiča, de Gradac etc.